# Tadeusz Jacek Zieliński
Tadeusz Jacek Zieliński (ur. 1 czerwca 1966 w Katowicach) – polski prawnik, nauczyciel akademicki i teolog protestancki, profesor nauk teologicznych oraz doktor habilitowany nauk prawnych, radca prawny, działacz ekumeniczny, poseł na Sejm II i III kadencji, profesor zwyczajny Chrześcijańskiej Akademii Teologicznej w Warszawie i prorektor tej uczelni.

## Życiorys

### Wykształcenie i działalność naukowa
Maturę uzyskał w III Liceum Ogólnokształcącym im. Adama Mickiewicza w Katowicach. W 1991 ukończył studia na Wydziale Prawa i Administracji Uniwersytetu Śląskiego w Katowicach. Stopień doktora nauk prawnych (2007) i doktora habilitowanego (2017) nauk prawnych uzyskał na Wydziale Prawa i Administracji Uniwersytetu Warszawskiego. Obronił też doktorat (1996) i habilitację (2003) w zakresie nauk teologicznych na Wydziale Teologicznym Chrześcijańskiej Akademii Teologicznej w Warszawie. 4 marca 2015 prezydent Bronisław Komorowski nadał mu tytuł naukowy profesora nauk teologicznych. Uzyskał również uprawnienia radcy prawnego.
W 1997 został adiunktem, w 2003 profesorem nadzwyczajnym, a w 2015 profesorem zwyczajnym ChAT. W latach 2002–2008 był dziekanem Wyższego Baptystycznego Seminarium Teologicznego w Warszawie. W latach 2008–2012 pełnił funkcję dziekana Wydziału Teologicznego ChAT. W 2012 został wybrany na czteroletnią kadencję na stanowisko dziekana nowo utworzonego Wydziału Pedagogicznego ChAT, będąc także kierownikiem Katedry Prawa Oświatowego i Polityki Społecznej. Został również profesorem w Katedrze Prawa Wyznaniowego i Kanonicznego ChAT. W 2016 powołany na prorektora tej uczelni.
W 2008 objął funkcję prezesa zarządu Polskiego Towarzystwa Prawa Wyznaniowego, w 2012 został ponownie wybrany na tę funkcję na kolejną kadencję. Pełnił ją do 2016, po czym pozostał w składzie zarządu tego towarzystwa.
Był członkiem rady konsultantów obejmującej dziewięć tomów publikacji Religia. Encyklopedia PWN (Warszawa 2001–2003). W latach 1997–2004 wchodził w skład redakcji „Myśli Protestanckiej”, zaś w latach 2002–2004 był redaktorem naczelnym tego czasopisma. Został członkiem kolegiów redakcyjnych czasopism: „Baptystyczny Przegląd Teologiczny”, „Rocznik Teologiczny”, „Przegląd Prawa Wyznaniowego”, a także redaktorem naczelnym Wydawnictwa Naukowego ChAT i redaktorem naczelnym czasopisma „Przegląd Prawa Wyznaniowego”. W 2019 został członkiem Rady Naukowej czasopisma „Studia i Dokumenty Ekumeniczne”.

### Działalność polityczna i społeczna
Od 1990 był działaczem Ruchu Obywatelskiego Akcja Demokratyczna, a następnie Unii Demokratycznej i Unii Wolności. W tej ostatniej partii pełnił m.in. funkcję przewodniczącego Krajowego Sądu Koleżeńskiego. W latach 1993–2001 był posłem II kadencji z ramienia Unii Demokratycznej i III kadencji z ramienia Unii Wolności, wybieranym w okręgu katowickim. W latach 1997–2001 wchodził w skład stałej delegacji Sejmu RP do Zgromadzenia Unii Zachodnioeuropejskiej w Paryżu.
W 2023 wszedł w skład Komitetu Monitorującego program Fundusze Europejskie dla Mazowsza.

## Członkostwo w organizacjach
- Amnesty International[2]
- European Association of Health Law – członek założyciel
- Polskie Towarzystwo Historyczne
- Polskie Towarzystwo Legislacji
- Polskie Towarzystwo Prawa Konstytucyjnego
- Polskie Towarzystwo Prawa Wyznaniowego – członek założyciel

## Odznaczenia i wyróżnienia
W 2014, za zasługi w działalności na rzecz rozwoju nauki prawa wyznaniowego, został odznaczony Srebrnym Krzyżem Zasługi. W tym samym roku odznaczony także Medalem Komisji Edukacji Narodowej.
Jego rozprawa habilitacyjna pt. Państwowy Kościół Anglii. Studium prawa wyznaniowego została wyróżniona uchwałą Rady Wydziału Prawa i Administracji Uniwersytetu Warszawskiego z 19 czerwca 2017.

## Publikacje

### Publikacje autorskie
- Roger Williams: twórca nowoczesnych stosunków państwo-kościół, Semper, Warszawa 1997, ISBN 978-83-86951-33-8.
- Iustificatio impii. Usprawiedliwienie „sola fide” jako główny artykuł wiary protestancko-konserwatywnego nurtu Kościoła Anglii na przykładzie teologii Alistera E. McGratha, Jamesa I. Packera oraz Johna R.W. Stotta, Chrześcijańska Akademia Teologiczna, Warszawa 2002, ISBN 978-83-909272-8-2.
- Państwo wobec religii w szkole publicznej według orzecznictwa Sądu Najwyższego USA, Wydawnictwo Adam Marszałek, Toruń 2008, ISBN 978-83-7611-087-5.
- Ustawa o stosunku państwa do gmin wyznaniowych żydowskich w Polsce. Komentarz (współautor z Andrzejem Czoharą), Wolters Kluwer Polska, Warszawa 2012, ISBN 978-83-264-1666-8.
- Protestantyzm ewangelikalny. Studium specyfiki religijnej, Wydawnictwo Naukowe ChAT, Warszawa 2013, ISBN 978-83-60273-30-2.
- Państwowy Kościół Anglii. Studium prawa wyznaniowego, Wydawnictwo Naukowe ChAT, Warszawa 2016, ISBN 978-83-60273-36-4[23].
- Rozdział Kościoła i państwa. Krótkie uzasadnienie, Wydawnictwo Naukowe Semper, Warszawa 2020, ISBN 978-83-7507-291-4.

### Redakcja naukowa publikacji zbiorowych
- Bezstronność religijna, światopoglądowa i filozoficzna władz Rzeczypospolitej Polskiej, Chrześcijańska Akademia Teologiczna, Warszawa 2009, ISBN 978-83-60273-08-1.
- Pro bono Reipublicae. Księga jubileuszowa profesora Michała Pietrzaka (wspólnie z Pawłem Boreckim i Andrzejem Czoharą), LexisNexis Polska, Warszawa 2009, ISBN 978-83-7620-262-4.
- Ekumenizm i ewangelicyzm. Studia ofiarowane Profesorowi Karolowi Karskiemu w 70. urodziny (wspólnie z Marcinem Hintzem), Chrześcijańska Akademia Teologiczna, Warszawa 2010, ISBN 978-83-60273-17-3.
- Władze Polski Ludowej a mniejszościowe związki wyznaniowe, Wyższe Baptystyczne Seminarium Teologiczne, Warszawa 2010, ISBN 978-83-60131-35-0.
- Obecność religii w publicznym systemie oświaty w aspekcie prawnym, Wydawnictwo Naukowe ChAT, Warszawa 2012, ISBN 978-83-60273-26-5.
- Prawo małżeńskie Kościołów chrześcijańskich w Polsce a forma wyznaniowa zawarcia małżeństwa cywilnego (wspólnie z Michałem Hucałem), Wydawnictwo Naukowe ChAT, Warszawa 2016, ISBN 978-83-60273-38-8.
- Odwaga odpowiedzialności. Demokratyczne przemiany życia społecznego w refleksji pedagogicznej (wspólnie z Renatą Nowakowską-Siutą), Wydawnictwo Naukowe ChAT, Warszawa 2019, ISBN 978-83-60273-52-4.
- Prawo do prywatności w kościołach i innych związkach wyznaniowych (wspólnie z Michałem Hucałem), Wydawnictwo Naukowe ChAT, Warszawa 2019, ISBN 978-83-60273-49-4.
- Profesor Zbyszko Melosik – doktor honoris causa Chrześcijańskiej Akademii Teologicznej w Warszawie (red. wspólnie z Renatą Nowakowską-Siuta), Wydawnictwo Naukowe ChAT, Warszawa 2022, ISBN 978-83-60273-74-6.
- Uszanujmy zmarłych. Problematyka ochrony starych cmentarzy i perspektyw prawa pogrzebowego (wspólnie z Barbarą Imiołczyk i Joanną Troszczyńską-Reyman), Wydawnictwo Naukowe ChAT, Warszawa 2022, ISBN 978-83-60273-67-8.
- Ku nowemu prawu pogrzebowemu. Analizy – projekty prawodawcze – konteksty, Wydawnictwo Naukowe ChAT, Warszawa 2025, ISBN 978-83-60273-84-5.